# Campionati dell'Unione Pedestre Italiana 1902
I V campionati dell'Unione Podistica Italiana si tennero a Torino il 21 settembre 1902. Le gare di corsa si tennero su una pista intorno al laghetto del parco del Valentino, che aveva uno sviluppo di 623,50 metri (la gara di 25 km si corse dunque su 40 giri). La gara di marcia 30 km si disputò invece su un percorso che da Torino andava a La Loggia e ritorno, con cinque giri intorno al laghetto alla partenza e all'arrivo.
Il programma della manifestazione cambiò completamente rispetto alla precedente edizione: le gare delle 100 iarde e del miglio furono sostituite rispettivamente dai 100 metri piani e dai 1500 metri piani; la gara di corsa 35 km fu ridotta a 25 km, mentre la marcia fu ridotta a 30 km.
Durante la manifestazione Mario Nicola fece registrare il record italiano dei 1500 metri piani con il tempo di 4'19".

## Risultati
| Specialità   | Oro                                   | Prestazione | Argento                                         | Prestazione | Bronzo                                   | Prestazione |
| 100 m        | Gaspare Torretta SEF Mediolanum       | 11"4/5      | Giuseppe Tarella Sport Club Audace Torino       | a 3 metri   | Emilio Brambilla Forza e Coraggio Milano | a spalla    |
| 1500 m       | Mario Nicola Sport Club Audace Torino | 4'19"       | Annibale Galmozzi Nicolò Barabino Sampierdarena | a 40 metri  | Edoardo Zambone di Torino                | n/d         |
| 25 km        | Ettore Ferri Virtus Atletica Bologna  | 1h36'52"    | Secondo Rasero Foza e Coraggio Asti             | 1h40'08"    | Francesco Gila Atalanta Torino           | 1h41'31"    |
| Marcia 30 km | Felice Balzaretti Libertas Milano     | 3h07'00"0   | Fertile Carminati Pro Italia Milano             | 3h08'00"1/5 | Emilio Gavino Juventus Pavia             | n/d         |